# Ophrys sect. Tenthrediniferae
Ophrys sect. Tenthrediniferae is een sectie (onderverdeling van een geslacht) met acht soorten terrestrische orchideeën, die deel uitmaakt van het geslacht Ophrys.

## Kenmerken
Tenthrediniferae worden gekenmerkt door bloemen met grote, roze, afgeronde kelkbladen, korte kroonbladen en een lip met een duidelijk aanhangseltje.

## Verspreiding en voorkomen
Tenthrediniferae komen voor in het Middellandse Zeegebied.

## Taxonomie
De sectie Tenthrediniferae omvat acht soorten.
Door sommige auteurs wordt ook O. bombyliflora tot deze sectie gerekend.

### Soortenlijst
- Ophrys aprilia P.Devillers & J.Devillers-Terschuren (2003)
- Ophrys ficalhoana Guimarães (1887)
- Ophrys grandiflora Tenore (1819)
- Ophrys neglecta Parlatore (1858)
- Ophrys normanii J.J.Wood (1983)
- Ophrys tardans O.Danesch & E.Danesch (1972)
- Ophrys tenthredinifera Willd. (1805)
- Ophrys villosa Desfontaines (1807)